# فلاویا پنتا
فلاویا پنتا (متولد بریندیسی در پوگلیا در ۲۵ فوریه ۱۹۸۲) تنیسوری حرفه‌ای از ایتالیا است. در تاریخ ۱۷ اوت ۲۰۰۹ او به نخستین تنیسوری از ایتالیا تبدیل شد که در میان ۱۰ نفر برتر این رشته جای می‌گرفت.
پنتا در طی حرفهٔ خود تا کنون هشت عنوان دبلیوتی‌ای انفرادی را از آن خود کرده است. او هم‌چنین در سال ۲۰۰۶ با همراهی تیم ایتالیا موفق به شکست ۳ بر ۲ بلژیک در فینال فد کاپ شد تا ایتالیا برای نخستین بار این عنوان را کسب کند.